# آلت اسچویرین
آلت اسچویرین (به آلمانی: Alt Schwerin) یک شهر در آلمان است که در مکلنبورگ-فورپومرن واقع شده‌است.

## خصوصیات
آلت اسچویرین ۴۴٫۵۶ کیلومترمربع مساحت دارد ۸۴ متر بالاتر از سطح دریا واقع شده‌است.